# 天祖神社 (葛飾区東新小岩四丁目)

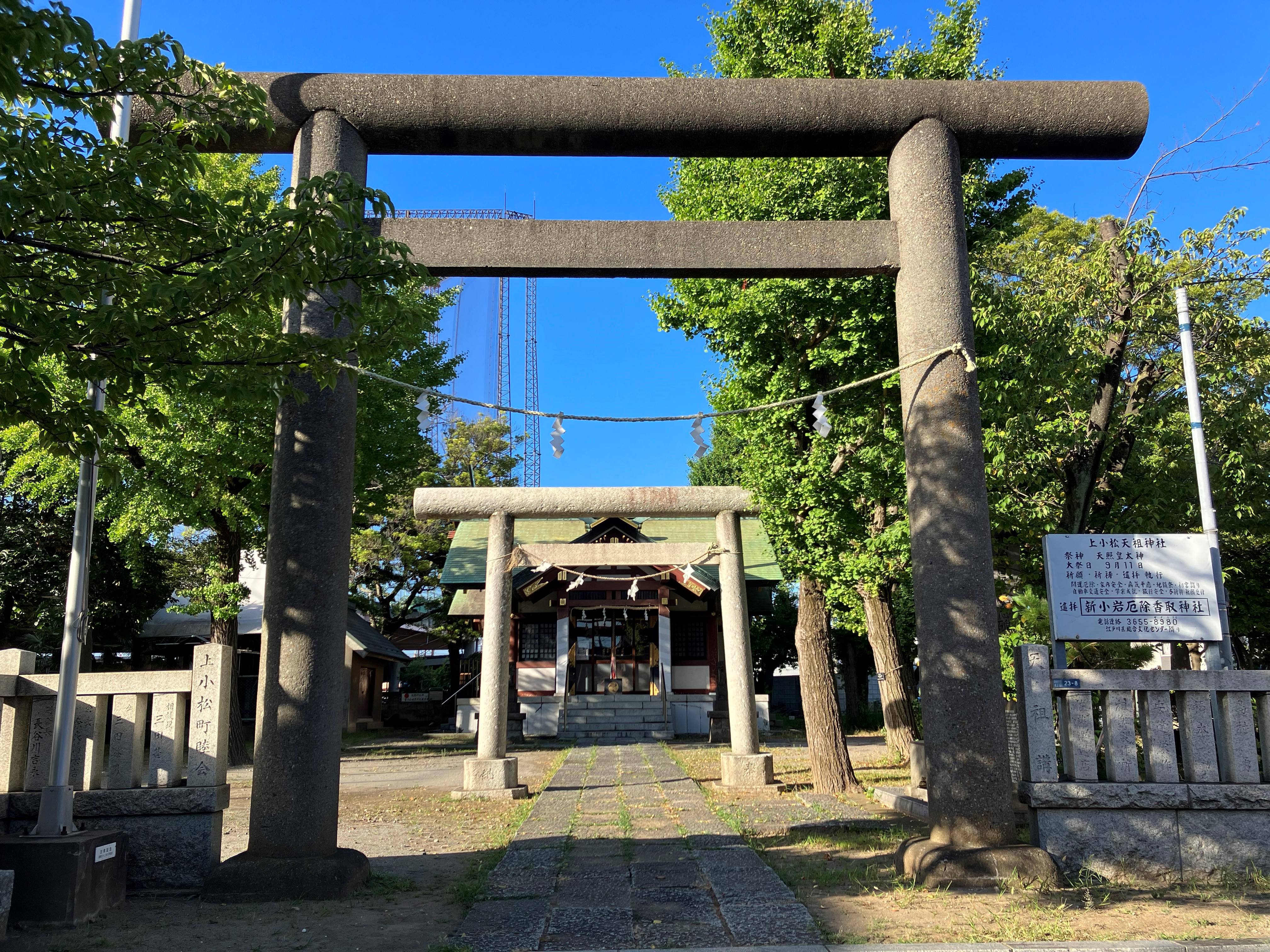
鳥居

天祖神社（てんそじんじゃ）は、東京都葛飾区の神社。

## 歴史
創建年代は不明である。元々は「香取社」を称していた。東水元の香取神社のように中世期に勧請されたものと推測される。一説では、江戸時代初期に正福寺の永盛によって創建されたという。
上小松村の鎮守であり、西蔵院（現在は廃寺）が別当寺であった。
明治時代に「天祖神社」に改称した。1965年（昭和40年）に近くの八坂神社を合祀した。

## 別当寺・西蔵院
西蔵院（せいぞういん）は武蔵国葛飾郡（現・東京都葛飾区）にあった新義真言宗の寺院。正福寺の末寺で、当社の別当寺であった。明治初期に廃寺となった。

## 交通アクセス
- 新小岩駅より徒歩19分。